# Brachiaria distachyoides
Brachiaria distachyoides är en gräsart som beskrevs av Otto Stapf. Brachiaria distachyoides ingår i släktet Brachiaria och familjen gräs. Inga underarter finns listade i Catalogue of Life.